# Different Stages
Different Stages – album koncertowy kanadyjskiej grupy rockowej Rush, wydany w 1998 roku. Na pierwszych dwóch płytach znajduje się zapis koncertu z New World Music Center w Chicago, zarejestrowany w 1994 roku podczas trasy koncertowej promującej album Counterparts. Dodatkowo znalazły się tam również utwory z trasy koncertowej Test for Echo z 1998 roku. Na trzeciej płycie znajduje się zapis koncertu z hali Hammersmith Odeon w Londynie, nagrany w 1978 roku podczas trasy koncertowej A Farewell to Kings.

## Lista utworów

### CD 1
1. "Dreamline" – 5:34
2. "Limelight" – 4:32
3. "Driven" – 5:16
4. "Bravado" – 6:23
5. "Animate" – 6:29
6. "Show Don’t Tell" – 5:29
7. "The Trees" – 5:28
8. "Nobody’s Hero" – 5:01
9. "Closer to the Heart" – 5:13
10. "2112: Overture" – 4:35
11. "2112: The Temples of Syrinx" – 2:22
12. "2112: Discovery" – 4:19
13. "2112: Presentation" – 3:42
14. "2112: Oracle" – 1:51
15. "2112: Soliloquy" – 2:10
16. "2112: Grand Finale" – 2:37

- Jest to jedyny album koncertowy grupy na którym "2112" zostało zagrane w całości.

### CD 2
1. "Test for Echo" – 6:15
2. "The Analog Kid" – 5:14
3. "Freewill" – 5:36
4. "Roll the Bones" – 5:58
5. "Stick it out" – 4:42
6. "Resist" – 4:27
7. "Leave That Thing Alone" – 4:46
8. "The Rhythm Method" – 8:19
9. "Natural Science" – 8:05
10. "The Spirit of Radio" – 4:47
11. "Tom Sawyer" – 5:18
12. "YYZ" – 5:25

### CD 3
1. "Bastille Day" – 5:07
2. "By-Tor & the Snow Dog" – 4:59
3. "Xanadu" – 12:32
4. "A Farewell to Kings" – 5:53
5. "Something for Nothing" – 4:01
6. "Cygnus X-1" – 10:23
7. "Anthem" – 4:47
8. "Working Man" – 4:00
9. "Fly by Night" – 2:04
10. "In the Mood" – 3:34
11. "Cinderella Man" – 5:09

## Twórcy
- Geddy Lee – gitara basowa, syntezator, śpiew
- Alex Lifeson – gitara, śpiew
- Neil Peart – perkusja, instrumenty perkusyjne